# Mutazione consonantica
La mutazione consonantica nella linguistica e in sincronia è una modificazione fonetica riguardante il cambiamento della consonante di una parola secondo il suo contesto morfologico o sintattico.
Il fenomeno compare in numerose lingue del mondo. Il suo esempio tipico è la mutazione consonantica dell'iniziale in tutte le lingue celtiche moderne, ma si riscontra anche nella lingua dei Paiute del sud e in diverse lingue dell'Africa occidentale, come la lingua fula.
Le lingue baltofinniche (finlandese, estone, lappone) presentano invece mutazioni interne alle parole, chiamate gradazione consonantica.
La lingua dei Luo, una lingua nilo-sahariana parlata in Kenya, fa mutare le consonanti finali delle radici, come, in misura minore, l'inglese.
Mutazioni di consonanti iniziali, mediane e finali si ritrovano anche nell'ebraico moderno.
Nella lingua giapponese possono mutare alcune iniziali nelle parole composte, con un fenomeno che ha preso il nome di rendaku.
Il termine di "mutazione consonantica" può inoltre essere utilizzato in prospettiva diacronica nella fonetica storica, che descrive sistematicamente l'evoluzione nel'articolazione di serie di consonanti, come nelle lingue germaniche (legge di Grimm e rotazione consonantica).
La mutazione consonantica deve essere distinta dal fenomeno del sandhi (alterazione sistematica dell'iniziale della parola in funzione del contesto fonetico).